# Больше-Полянский район
Больше-Полянский район — административно-территориальная единица в составе Центрально-Чернозёмной, Воронежской, Курской и Липецкой областей РСФСР, существовавшая в 1928—1956 годах. Административный центр — село Большая Поляна, позднее — село Вторые Тербуны,

## История
Район образован 30 июля 1928 года в составе Центрально-Чернозёмной области (ЦЧО) (до 1930 входил в Елецкий округ).
После разделения ЦЧО 31 декабря 1934 года вошёл в состав Воронежской, а 18 января 1935 года — Курской области.
После образования 6 января 1954 года Липецкой области включён в её состав.